# Feature Productions
Feature Productions war eine US-amerikanische Filmproduktionsgesellschaft, die zwischen 1926 und 1933 bestand.

## Produktionen und Auszeichnungen
Die Gesellschaft begann 1926 mit der Produktion von Das Rätsel der Fledermaus von Roland West. Zu weiteren Filmen gehören Der Sohn des Scheichs (1926) von George Fitzmaurice, Hauptmann Sorrell und sein Sohn (1927) von Herbert Brenon, Alibi (1929) von R. West, Rain (1932) von Lewis Milestone. Der letzte von der Feature produzierte Film war Halleluyah I’m a Bum (1933) von L. Milestone.
Größter Erfolg war das Krimi-Melodram Alibi, das bei der Oscarverleihung im April 1930 in den Kategorien bester Film, bester Hauptdarsteller (Chester Morris) sowie bestes Szenenbild (William Cameron Menzies) nominiert war, allerdings keinen Oscar erhielt.